# 因河畔奥伯恩贝格附近圣格奥尔根
因河畔奥伯恩贝格附近圣格奥尔根是奥地利上奥地利州因克赖斯地区里德县的一个市镇。总面积18平方公里，总人口620人，人口密度34.4人/平方公里（2005年）。